# SC Paderborn 07 II
El SC Paderborn 07 II es un equipo de fútbol de Alemania que juega en la Regionalliga West, la cuarta división nacional.

## Historia
Fue fundado en el año 1985 en la ciudad de Paderborn en la región de Renania del Norte-Westfalia luego de la fusión que creó al primer equipo y es el principal equipo filial del SC Paderborn 07, compuesto principalmente por jugadores menores de 23 años.
Desde su fundación siempre estuvo en la categoría aficionada alemana hasta la temporada 2022/23 luego de obtener en ascenso de la Oberliga Westfalen debido a que el equipo filial Preußen Münster II era inelegible para el ascenso en esa temporada.

## Palmarés
- Westfalenliga: 1

2014/15